# Molophilus muggil
Molophilus muggil là một loài ruồi trong họ Limoniidae. Chúng phân bố ở miền Australasia.